# Conductor iónico rápido
En ciencia de materiales,  los conductores iónicos rápidos son sólidos en los que los iones son altamente móviles. Estos materiales son importantes en el ámbito de los estados sólidos iónicos, y también se les conocen como electrolitos sólidos y conductores superiónicos. Estos materiales son útiles en las pilas y varios sensores. Los conductores iónicos rápidos se utilizan principalmente en las células de combustible en óxido sólido.  Mientras que los electrolitos sólidos permiten el movimiento de iones sin la necesidad de una membrana líquida o blanda que separa los electrodos. El fenómeno se basa en el salto de iones a través de una estructura rígida contraria.

## Mecanismo
Los conductores iónicos rápidos son un carácter intermedio entre los sólidos cristalinos que poseen una estructura regular con iones inmóviles, y los electrolitos líquidos que carecen de estructura regular e iones totalmente móviles. Los electrolitos sólidos son útiles en todos los supercondensadores de estado sólido, baterías y pilas de combustible, y en diversos tipos de sensores químicos.

## Clasificación
En electrolitos sólidos (vidrios o cristales), la conductividad iónica, Ωi, puede tener cualquier valor, pero debe ser mucho más grande que el electrónico. Por lo general, los sólidos cuando su Ωi es del orden de 0.0001 a 0.1 ohmios−1 cm−1 (300 K) se llaman conductores superiónicos.

## Conductores de protones
Los conductores de protones son una clase especial de electrolitos sólidos, donde los iones hidrógeno actúan como portadores de carga. 

### Conductores superiónicos
Son lo contrario a los electrolitos sólidos y conductores superiónicos convencionales.
Los conductores superiónicos que su  Ωi es mayor que 0.1 ohmios−1 cm−1 (300 K) y la energía de activación para el transporte de iones, Ei, es pequeña (aproximadamente 0.1 eV), se denominan conductores superiónicos avanzados. El ejemplo más conocido electrolito conductor sólido superiónico avanzado es el RbAg4I5 en el que su Ωi > 0.25 ohmios−1 cm−1 y su Ωe ~10−9 ohmios−1 cm−1 a 300 K. El movilidad iónica de  Hall (derivada) en el RbAg4I5 es aproximadamente 2×10-4 cm²/(V•s) a temperatura ambiental. El diagrama sistemático de Ωi - Ωe, para distinguir los diferentes tipos de conductores iónicos de estado sólido, es ilustrado en la siguiente figura:

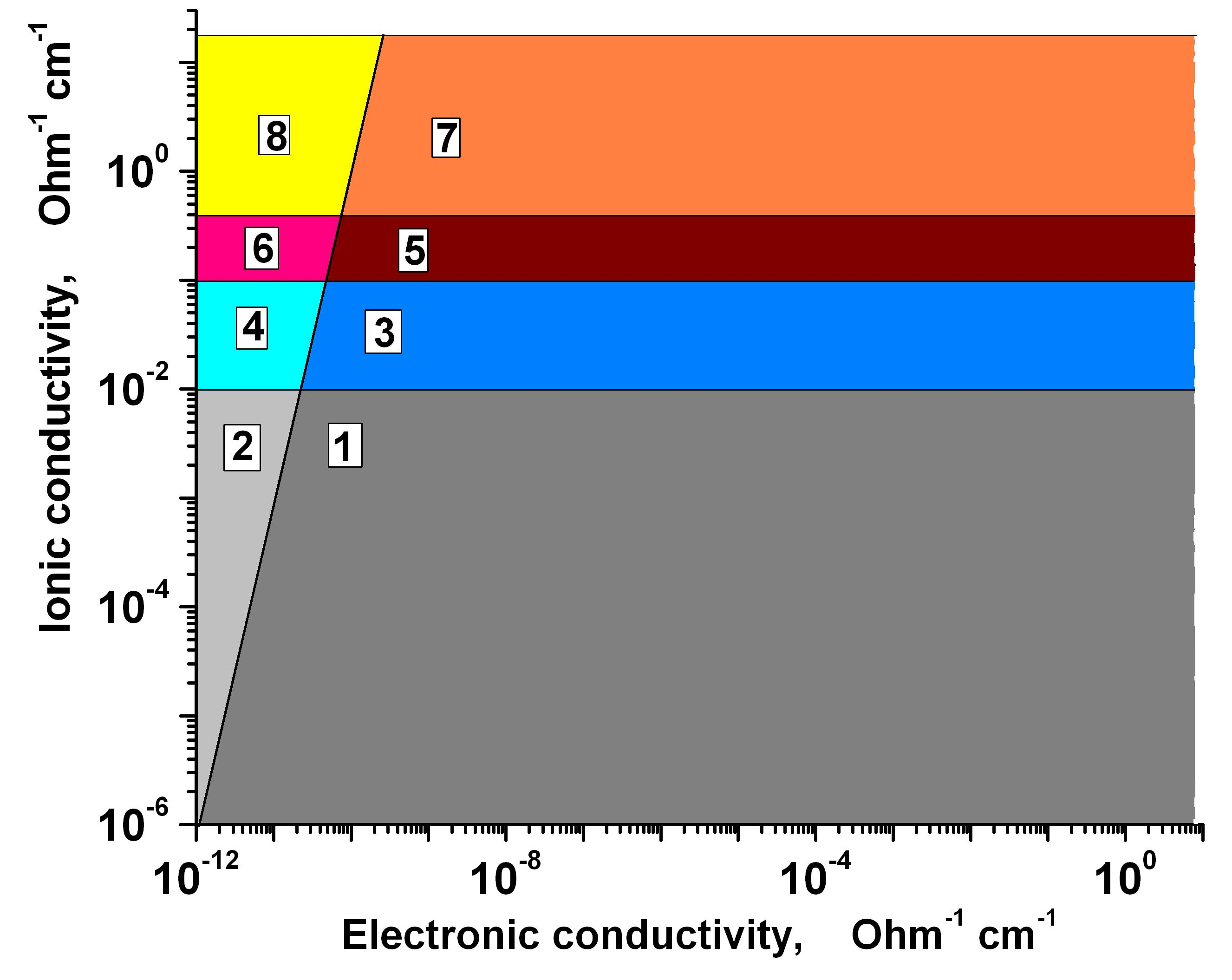
Diagrama de clasificación de los conductores iónicos de estado sólido entre lg (conductividad electrónica, Ω_{e}) - lg (conductividad iónica, Ω_{i}).
2, 4 y 6: electrolitos sólidos conocidos (ES), materiales con Ω_{i} >> Ω_{e}; 1, 3 y 5: conductores mixtos ión-electrón conocidos; 3 y 4: conductores superiónicos (CSI), materiales con Ω_{i} > 0.001 ohmios^{−1} cm^{−1}, Ω_{e} con valor arbitrario; 4: CSI y ES simultáneamente, Ω_{i} > 0.001 ohmios^{−1} cm^{−1}, Ω_{i} >> Ω_{e}; 5 y 6: conductores superiónicos avanzados (CSIA), cuya Ω_{i} > 10^{-1} ohmios^{−1} cm^{−1} (300 K), energía de activación (E_{i}) alrededor de 0.1 eV, Ω_{e} con valor arbitrario; 6: CSIA y ES simultáneamente, Ω_{i} > 10^{-1} ohmios^{−1} cm^{−1}, E_{i} alrededor de 0.1 eV, Ω_{i} > Ω_{e}—; 7 y 8: CSIA hipotético con E_{i} ≈ k_{B}T ≈ 0.03 eV (300 К); 8: CSIA hipotético y ES simultáneamente.

## Ejemplos

### Materiales a base de dióxido de circonio
Un electrolito sólido común es el óxido de circonio estabilizado con itrio, OCIE. Este material se prepara mediante el dopaje de Y2O3 en ZrO2. Los iones óxido normalmente migran lentamente en Y2O3 sólido y en ZrO2, pero en el OCIE la conductividad del óxido aumenta dramáticamente. Estos materiales se utilizan para permitir que el óxido se mueva a través del sólido en ciertos tipos de pilas de combustible. El dióxido de circonio también puede ser dopado con óxido de calcio para hacerlo un conductor de óxido utilizado en sensores de oxígeno en los controles de automóviles. Una vez dopado en unos cuantos porcentajes, la constante de difusión de óxido se incrementa por un factor de ~1000.
Otras conductores de cerámica funcionan como conductores de iones. Un ejemplo es el NASICON (Na3Zr2Si2PO12), un conductor superiónico de sodio beta-alúmina (β-Alumina).

### β-Alumina(beta-alúmina)
Otro ejemplo de un conductor iónico rápido muy conocido es el electrolito sólido de beta-alúmina. A diferencia de las formas habituales de aluminio, esta modificación tiene una estructura en capas con galerías abiertas separadas por pilares. Los iones sodio (Na+) fácilmente migran a través de este material desde la estructura de óxido brindando un ionofílico, un centro no reducible. Este material es considerado como el conductor de iones sodio para la batería de sodio-azufre.

### Conductores de iones fluoruro
El trifloruro de lantano (LaF3) es conductor de iones F-, utilizado en algunos electrodos selectivos de iones. El fluoruro de beta-plomo presenta un crecimiento continuo de la conductividad en la calefacción. Esta propiedad fue descubierta por Michael Faraday.

### Yoduros
Un conductor de iones rápidos que podamos citar es el yoduro de plata (AgI). Al calentar el sólido a 146 °C, este material adopta el polimorfo alfa. En esta forma, los iones yoduro forman un marco cúbico rígido y los centros de Ag+ se funden. La conductividad eléctrica de los sólidos aumenta en 4000x. Un comportamiento similar se observa en el yoduro de cobre (CuI), yoduro de plata de rubidio (RbAgI2), y el Ag2HgI4.

### Otros materiales inorgánicos
- El sulfuro de plata, conductor de iones Ag+, que se utiliza en algunos electrodos selectivos de iones.
- El cloruro de plomo (II), conductor a temperaturas muy altas.
- Algunas cerámicas de perovskita (titanato de estroncio, estanato de estroncio), conductor de iones O2-.
- Zr(HPO4)2.nH2O, conductor de iones H+.
- UO2HPO4.4H2O, conductor de iones H+.

## Materiales orgánicos
Muchos geles, tales como poliacrilamidas, agar-agar, etc. constituyen conductores de iones rápidos. Una sal disuelta en un polímero —p. ej.: perclorato de litio en óxido de polietileno—. Los polielectrolitos e ionómeros —p. ej.: Nafion, un conductor de H+.

## Historia
El ejemplo más importante de conducción iónica rápida es uno de una superficie de capa de carga espacial de los cristales iónicos. Dicha conducción se predijo por primera vez por Kurt Lehovec. Como una capa de carga espacial tiene espesor nanométrico, el efecto está directamente relacionado con nanoiónicos (nanoionicos-I). El efecto de Lehovec es usado como fundamento para el desarrollo de nanomateriales para baterías de litio portátiles y pilas de combustible.